# Скандинавський захист
Скандина́вський за́хист — шаховий початок, який починається ходами: 1. e2-e4 d7-d5.

## Історія
Старовинний дебют, який, попри це, увійшов у практику лише на початку XX століття, завдяки аналізам скандинавських майстрів. Першу монографію, присвячену аналізу цього початку видав Якоб Мізес у 1918 році. Однак ще в XIX столітті цей дебют аналізував російський шахіст Карл Яніш. Сучасна теорія досить скептично ставиться до цього дебюту, оскільки вважає, що білі володіють тривалою ініціативою. Незважаючи на таку оцінку, скандинавський захист регулярно застосовується в турнірах. На найвищому рівні його часто застосовує чорними голландський гросмейстер Сергій Тівяков.

## Варіанти
Після 2. e4:d5 чорні мають кілька можливостей:
- 2. … Фd8:d5 3. Kb1-c3
  - 3. … Фd5-d6
  - 3. … Фd5-d8
  - 3. … Фd5-a5 4. d2-d4 Kg8-f6 5. Kg1-f3 — основний варіант
    - 5. … Cc8-g4 6. h2-h3 Cg4-h5 7. g2-g4 Ch5-g6 8. Kf3-e5
    - 5. … Kb8-c6
- 2. … Kg8-f6 — іноді до схожих позицій цього варіанту зводиться гра в захисті Алехіна, коли білі ухиляються від основних варіантів шляхом 2. Kb1-c3.
  - 3. c2-c4 c7-c6
    - 4. d5:c6?! Kb8:c6 — з чудовою контргрою за пішака.
    - 4. d2-d4 c6:d5 — зводячи гру до атаки Панова в захисті Каро-Канн.

  - 3. d2-d4 Kf6:d5
    - 4. c2-c4

  - 3. Cf1-b5+ Cc8-d7 4. Cb5-c4 Cd7-g4 5. f2-f3 — граючи на утримання зайвого пішака.

Можливо також 2. d2-d4, зводячи гру до гамбіту Блекмара-Дімера.